# Дунгкар

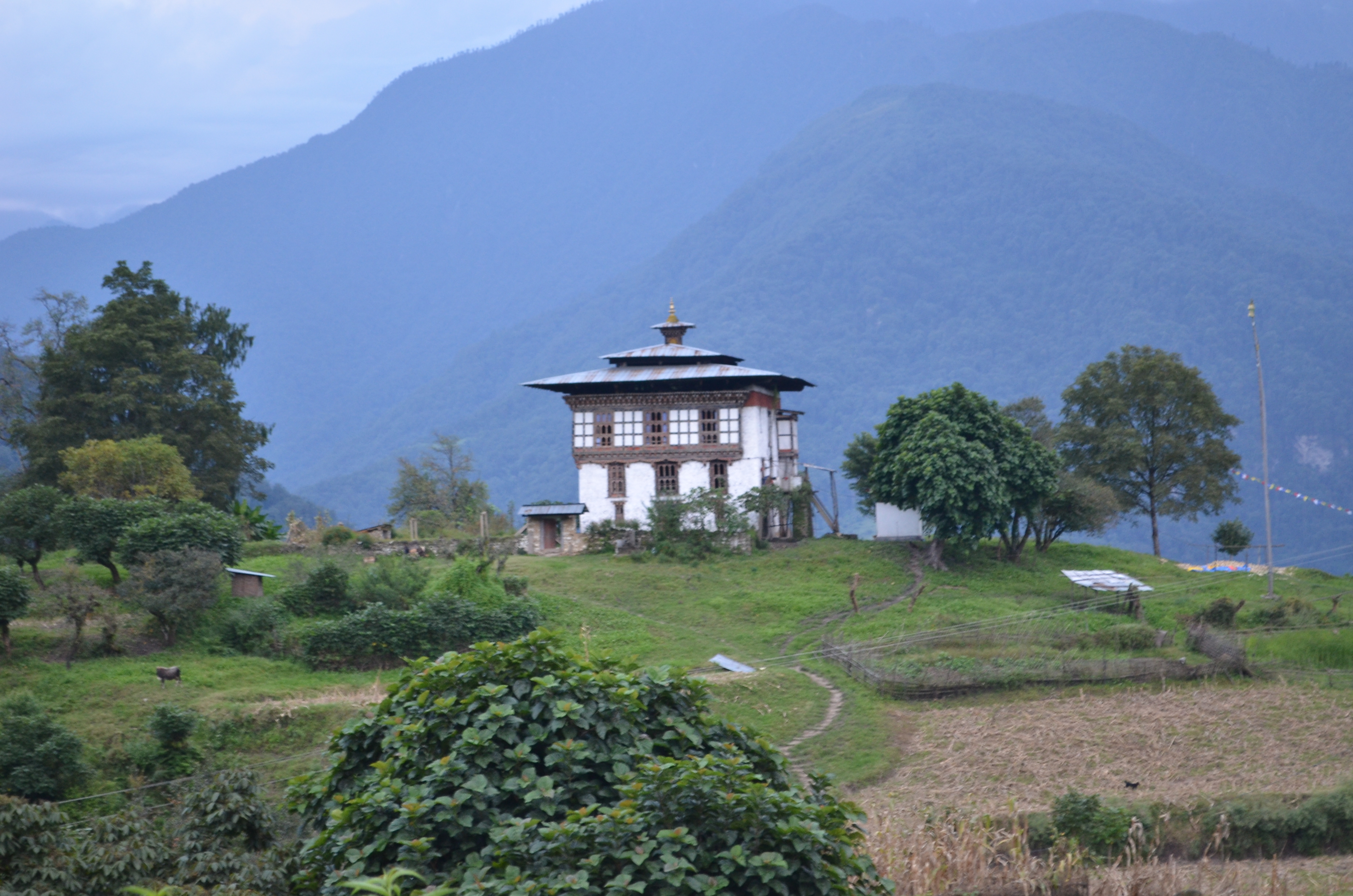
Дунгкар Чедже Нагцанг - родовой дом линии передачи Курто Дунгкар Чедже

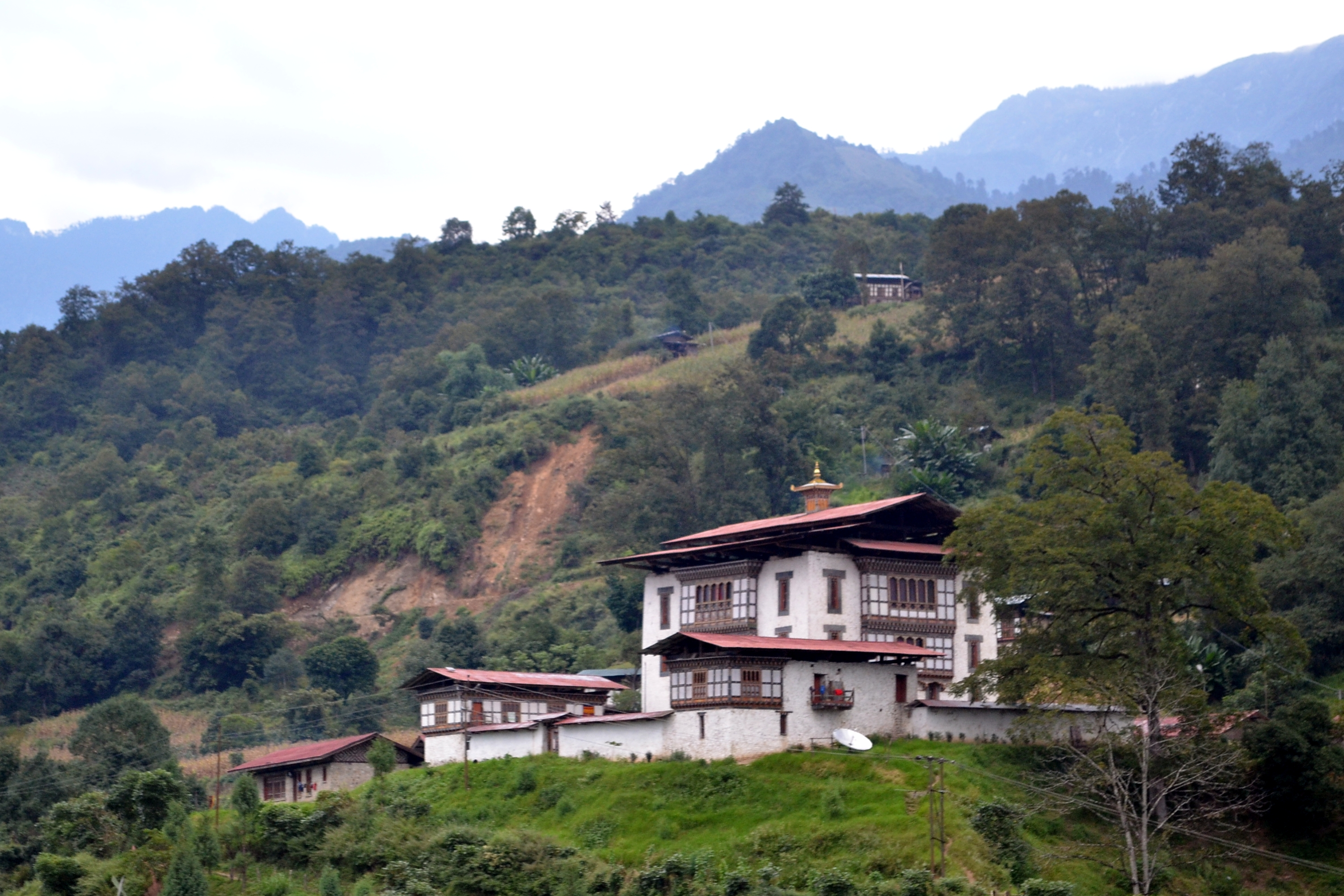
Дунгкар Нагцанг, который основал Угьен Вангчук

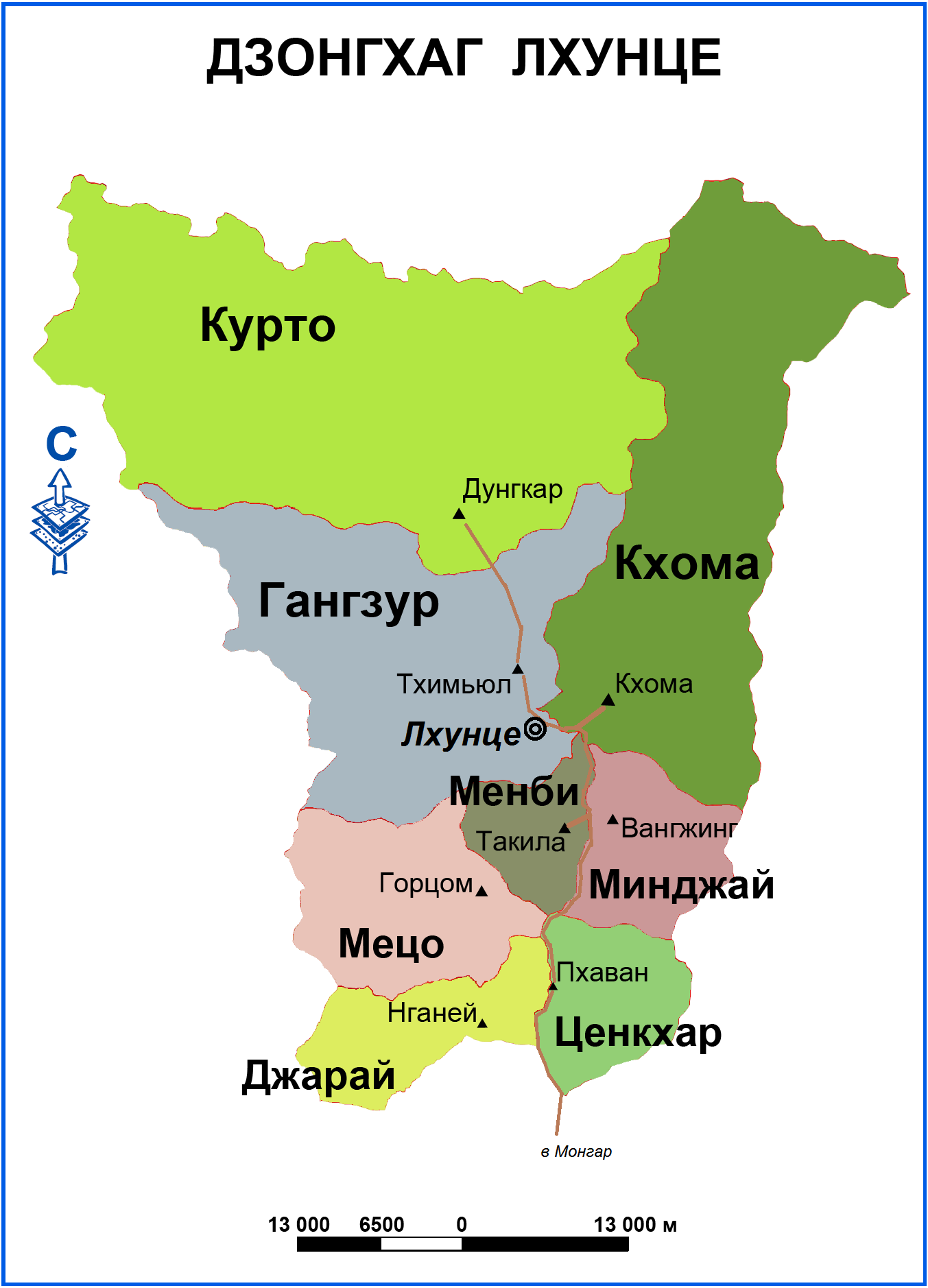
Гевоги Дзонгхага Лхунгце

Дунгкар (дзонг-кэ གདུང་དཀར་, также Курто Дунгкар чтобы отличить от нескольких одноимённых названий) — посёлок, центр гевога Курто в Бутане в дзонгхаге Лхунце, расположенный к северо-западу от Лхунце-дзонга. Дунгкар находится на расстоянии около 40 км от центра области Лхунце.
Название означает «раковина» по форме горного хребта. В этом месте обосновался кхедруп Кунга Вангпо, сын знаменитого буддийского тертона Пема Лингпа.
В 1825 году здесь родился Джигме Намгьял, отец первого короля Бутана (Угьен Вангчука), который в пятнадцатилетнем возрасте покинул родную деревню, а потом стал пенлопом в Тронгса. Правление гевога находится в усадьбе Дунгкар-Нагцанг XVI века. Тут проводятся ежегодные праздники цечу 8-11 числа 11 лунного месяца.
Местность знаменита многочисленными посещениями Падмасамбхавы. На вершине горы Ринчэн-Бумпа высоко над деревней находится место медитации Падмасамбхавы и небольшой храм (лакханг).